# Joakim Nätterqvist
Joakim Nätterqvist, właściwie Dag Joakim Tedson Nätterqvist (ur. 24 października 1974 w Gamla Uppsala) – szwedzki aktor teatralny, filmowy i telewizyjny.
Jest synem trenerów narciarskich Teda Nätterqvista i Pii Levin Nätterqvist. Debiutował na kinowym ekranie w dramacie Czekając na tenora (Veranda för en tenor, 1998). W 2001 roku ukończył Szwedzką Akademię Pantomimiczną i Aktorską (Teaterhögskolan i Stockholm) w Sztokholmie. Wystąpił m.in. w sztuce Larsa Noréna Terminal.
W 2008 roku z własnym zespołem Nacissistic Street zrealizował album Soldier In Me.
Jest rozwiedziony z Cecilią Häll, mają jedno dziecko.

## Filmografia

### Filmy fabularne
- 1998: Czekając na tenora (Veranda för en tenor) jako asystent producenta
- 2001: Tsatsiki: przyjaźń na wieki (Tsatsiki - Vänner för alltid) jako
- 2001: Bombowiec (Sprängaren) jako fotograf
- 2002: Możemy być bohaterami (Bäst i Sverige!) jako trener
- 2007: Templariusze. Miłość i krew (Arn - Tempelriddaren) jako Arn Magnusson
- 2008: Arn - Riket vid vägens slut jako Arn Magnusson
- 2011: In jako Håkan
- 2011: Pocałuj mnie (Kyss mig) jako Tim
- 2016: Wiking

### Seriale TV
- 1998: Beck - odc. Oko za oko (Öga för öga) jako Jon Anders
- 1998: Kraje aspirujące (Aspiranterna) - odc. Hedra din fader, Passion och samvete jako Moses
- 2002: Stackars Tom jako Tom
- 2002–2003: Spung jako chłopak Any-Marii
- 2003: Talizman (Talismanen) jako złodziej
- 2004: Linné i jego apostołowie (Linné och hans apostlar) jako Daniel Solander
- 2005: Komisariat (Kommissionen) jako prezenter wiadomości
- 2008: Häxdansen jako Henke
- 2009: Livet i Fagervik jako Rasmus
- 2007: Templariusze. Miłość i krew jako Arn Magnusson
- 2016–2018: Maria Wern jako Torwalds